# Памятник детям Керчи — жертвам войны
Памятник детям Керчи — жертвам войны — памятник в Керчи детям, ставшим жертвой Великой Отечественной войны.
Монумент находится в самом центре города на площади имени Ленина в сквере Мира (рядом с парком Славы, где зажжён Вечный огонь) и был открыт 30 декабря 2003 года. Его авторы — главный архитектор Керчи А. А. Сальников и скульптор Г. Я. Хусид.
Памятник является данью уважения и памятью детям, на долю которых выпало тяжелое время войны. Его открытие было приурочено к очередной годовщине, когда отмечали героизм и мужество участников Керченско-Феодосийской десантной операции зимой 1941/1942 годов. Бронзовая скульптурная композиция, находящаяся на круглом постаменте из красного гранита, представляет собой фигуру скорбящей матери с прижимающимся к ней мальчиком, олицетворяя детей и их матерей чьи жизни были трагическими военными событиями.
Ежегодно рядом с памятником проводятся разнообразные военно-патриотические акции, целью которых является приобщение людей к истории своей страны.